# Герб на Ботсвана
Гербът на Ботсвана, валиден към 2008 г., е приет на 25 януари 1966. Гербът включва традиционния източноафрикански щит, крепен от две зебри от двете страни. Между щита и зебра вляво е изобразена бивна, а между щита и зебрата вдясно – клас просо.
Върху самия щит са разположени три зъбчати колела в горната част, три сини вълнообразни ленти в средата и глава на вол в долната част на щита.
Под щита се намира надпис с думата „пула“, която означава дъжд на езика на сетсвана.

## Символи
- Зебрите и бивните: природното богатство
- Просото: основната храна
- Три зъбчати колела: индустрията и добива на полезни изкопаеми
- Сините вълнообразни ленти: дъжда и няколкото реки в страната
- Главата на вола: селското стопанство, предимно животновъдството; търговията със слонова кост от близкото минало.
- Надписа: дъжда